# André Kenzeler
Andreas Petrus (André) Kenzeler (Leut, 29 juni 1941) is een voormalig Belgisch senator en lid van het Vlaams Parlement.

## Levensloop
Kenzeler werd onderwijzer, van 1977 tot 1979 kabinetsmedewerker van staatssecretaris voor Institutionele Hervormingen Jacques Hoyaux en later ook directeur van de gasbedelingsintercommunale Pligas.
Hij werd lid van de SP, sinds 2001 sp.a genaamd, en werd voor deze partij in 1971 lid van de Commissie voor Openbare Onderstand van Leut en na de gemeentefusies van 1976 werd hij gemeenteraadslid van Maasmechelen. Kenzeler werd er van 1983 tot 2000 schepen en was er vervolgens van 2001 tot 2006 OCMW-voorzitter. Van 2007 tot 2012 was hij provincieraadslid van de provincie Limburg.
Van 1985 tot 1995 zetelde hij in de Senaat als provinciaal senator voor Limburg. Bij de eerste rechtstreekse verkiezingen voor het Vlaams Parlement van 21 mei 1995 werd hij verkozen in de kieskring Hasselt-Tongeren-Maaseik. Ook na de volgende Vlaamse verkiezingen van 13 juni 1999 legde hij midden juli opnieuw de eed af als Vlaams volksvertegenwoordiger ter vervanging van Vlaams minister Steve Stevaert. Hij oefende dit mandaat uit tot januari 2001, waarna hij werd opgevolgd door Anne-Marie Baeke. 